# Частен детектив (филм)
„Частен детектив“ (на английски: Peeper) е ноар комедия на режисьора Питър Хаймс, която излиза на екран през 1975 година.

## Сюжет
Англич наема частен детектив да открие отдавна изчезналата му дъщеря, която трябва да наследи парите му. Детективът Лесли Такър се заема със случая, но в хода на разследването постоянно се сблъсква с професионални убийци. Разследването го среща и със странно малко семейство, състоящо се от прикована на легло майка, дъщеря, чичовци и слуги. Та това семейство ужасно много му пречи в разследването.

## В ролите
| Актьор            | Роля              |
| ----------------- | ----------------- |
| Майкъл Кейн       | Лесли С. Тъкър    |
| Натали Ууд        | Елън Прендергаст  |
| Кити Уин          | Мини Прендергаст  |
| Майкъл Константин | Англич            |
| Тейър Дейвид      | Франк Прендергаст |
| Тимъти Кери       | Сид               |
| Лиъм Дън          | Били Пайт         |
| Дороти Адамс      | Г-жа Прендъргаст  |
| Дон Калфа         | Роузи             |
| Робърт Ито        | слуга             |